# 小行星4839
小行星4839（4839 Daisetsuzan）是一颗绕太阳运转的小行星，为主小行星带小行星。该小行星于1989年8月25日发现。

## 轨道参数
小行星4839的轨道半长轴为2.4346970 UA，离心率为0.071。